# Język egipski
Język egipski – wymarły język z grupy języków afroazjatyckich, używany przez starożytnych Egipcjan. Najstarsze przykłady pisanego języka egipskiego pochodzą z 3250 r. p.n.e. Język ten stracił na znaczeniu wraz z końcem cywilizacji egipskiej i został w późniejszych wiekach zastąpiony w Egipcie językiem arabskim. Późne stadium rozwojowe języka egipskiego stanowi język koptyjski, którym jeszcze do XVIII wieku posługiwały się nieliczne grupy ludności w Egipcie (współcześnie jest on używany jako język liturgii kościoła koptyjskiego).

## Fazy rozwoju
W języku egipskim wyróżnia się pięć faz historycznych:
- język staroegipski (datowany na lata 3180–2240 p.n.e.[2]) – niekiedy osobno ujmuje się język Tekstów Piramid
- język średnioegipski lub egipski klasyczny (2240–1990 p.n.e. do czasów XVIII dynastii[2])
- język nowoegipski (1573–715 p.n.e.[2])
- język demotyczny (od XXVI dynastii)
- język koptyjski (od okresu rzymskiego) – zachowany w liturgii Ortodoksyjnego Kościoła Koptyjskiego

Niekiedy wyróżnia się jeszcze jedną fazę:
- archaiczny język egipski (okres wczesnodynastyczny)

## Pismo
Na przestrzeni wieków język egipski był zapisywany w swych różnych fazach pismem: hieroglificznym, hieratycznym i demotycznym oraz zmodyfikowanym alfabetem greckim.
W piśmie hieroglificznym występowały piktogramy, które odpowiadały konkretnym znaczeniom i determinatywy – odpowiedzialne za uściślanie znaczeń. Niektóre z hieroglifów miały ponadto wartość fonetyczną (jeden znak odpowiadał jednej, dwóm lub trzem spółgłoskom). Całe pismo składało się z ok. 7000 hieroglifów.
Pismo rysunkowe (hieroglificzne) było przez Egipcjan używane w celach religijnych, by oddawać cześć bogom (świadczy o tym np. egipska nazwa pisma hieroglificznego: sš n mdw ntr – pismo mowy boskiej).

## Niektóre właściwości klasycznego języka egipskiego
- występowanie trzech liczb: pojedynczej, podwójnej i mnogiej, np. ir „oko” ir.ty „dwoje oczu”
- trzy zestawy zaimków: niezależne (podmiot zdania z orzeczeniem nominalnym), zależne (dopełnienie) i sufigowane (podmiot zdania z orzeczeniem czasownikowym)
- składnia VSO, np. rdi.n.i gb hr rdwy.i „umieściłem Geba pod mymi stopami”
- liczne złożone formy odmiany sufiksalnej